# フランドル地方のベギン会修道院群
フランドル地方のベギン会修道院群は、ベルギーにあるユネスコの世界遺産の物件名（ID855）。ここでは仮に修道院と訳されているが、原語はオランダ語: begijnhof(ベヘインホフ)であり、その歴史をふりかえってみても、従来の修道院ではない。オランダやベルギーに残るベギン会のうち、フランドル地方の計13件がまとめて登録された。ベギンホフが修道院とあやまって訳されている理由としては、もっとも著名なブルージュのベギンホフが本来の居住者を失ったあと、ベネディクト会の修道女によってかいとられて、現在修道院として活用されていることもあずかっているとみられる。

ベギン会は北西ヨーロッパに広範にみられた信仰をベースとした互助会のようなものから出発し、その成員であるベギンとよばれる半聖半俗の女性たちの生活の場であったベギンホフを形成するにいたる。ベヘインホフは、ブルージュなどでは、木々のしげる中庭をもち、外界から隔絶された別天地を形成して、都会のオアシスとなっていた。敷地は、総じて相当程度ひろく、都市のなかの都市と呼称されるほどで、内部には、居住用家屋のほかに、専用礼拝堂や、施療院など複合的機能をもった家屋が含まれていた。
世界遺産の登録に当たっては、ベヘインホフが地域にはたした文化的意義とともに、当時の都市計画や建築文化とも結びつきが深いことなどが評価された。

## 登録基準
この世界遺産は世界遺産登録基準のうち、以下の条件を満たし、登録された（以下の基準は世界遺産センター公表の登録基準からの翻訳、引用である）。
- (2) ある期間を通じてまたはある文化圏において、建築、技術、記念碑的芸術、都市計画、景観デザインの発展に関し、人類の価値の重要な交流を示すもの。
- (3) 現存するまたは消滅した文化的伝統または文明の、唯一のまたは少なくとも稀な証拠。
- (4) 人類の歴史上重要な時代を例証する建築様式、建築物群、技術の集積または景観の優れた例。

## 登録対象
フランス語綴りはユネスコ世界遺産センターによるもの。
|  | ID855-001 | ホーフストラーテンのベギン会修道院             | Béguinage de Hoogstraten                                        |
|  | ID855-002 | リールのベギン会修道院                         | Béguinage de Lier (Lierre)                                      |
|  | ID855-003 | メヘレンのベギン会大修道院                     | Grand Béguinage de Mechelen (Malines)                           |
|  | ID855-004 | トゥルンハウトのベギン会修道院                 | Béguinage de Turnhout                                           |
|  | ID855-005 | シント＝トロイデンのベギン会修道院             | Beguinage de Sint-Truiden (Saint Trond)                         |
|  | ID855-006 | トンゲレンのベギン会修道院                     | Béguinage de Tongeren (Tongres)                                 |
|  | ID855-007 | デンデルモンデのベギン会修道院                 | Béguinage de Dendermonde (Termonde)                             |
|  | ID855-008 | ヘントのベギン会小修道院                       | Petit Béguinage de Gent (Gand)                                  |
|  | ID855-009 | ヘントのシント＝アマンズベルフ・ベギン会修道院 | Béguinage de Sint-Amandsberg / Gent (Mont-Saint-Amand-lez-Gand) |
|  | ID855-010 | ディーストのベギン会修道院                     | Béguinage de Diest                                              |
|  | ID855-011 | ルーヴェンのベギン会大修道院                   | Grand Béguinage of Leuven (Louvain)                             |
|  | ID855-012 | ブルッヘのベギン会修道院                       | Béguinage de Bruges (Brugge)                                    |
|  | ID855-013 | コルトレイクのベギン会修道院                   | Béguinage de Kortrijk (Courtrail)                               |

## ベギン会修道院のある都市
フランドル地方には、世界遺産登録対象以外にもベギン会修道院の残る都市はある。以下では参考までに登録対象外のものもふくめ、ベギン会修道院の残る都市を列挙する。

### アントウェルペン州
- アントウェルペン (Antwerpen)
- ヘーレンタルス (Herentals)
- ホーフストラーテン (Hoogstraten)
- リール (Lier)
- メヘレン (Mechelen) - 大修道院(Groot Begijnhof)および小修道院(Klein Begijnhof)
- トゥルンハウト (Turnhout)

### リンブルフ州
- ボルフローン (Borgloon)
- シント＝トロイデン (Sint-Truiden)
- トンゲレン (Tongeren)
- ハッセルト (Hasselt)

### オースト＝フランデレン州
- アールスト (Aalst)
- デンデルモンデ (Dendermonde)
- ヘント (Gent) - 大修道院、小修道院およびシント＝アマンズベルフ修道院(Begijnhof van Sint-Amandsberg)
- アウデナールデ (Oudenaarde)

### ウェスト＝フランデレン州
- ブルッヘ (Brugge)
- ディクスマウデ (Diksmuide)
- コルトレイク (Kortrijk)

### フラームス＝ブラバント州
- アールスホット (Aarschot)
- ディースト (Diest)
- ルーヴェン (Leuven) - 大修道院および小修道院
- オーヴェレイセ (Overijse)
- ティーネン (Tienen)